# Калина (компания)
Конце́рн «Кали́на» — российская парфюмерно-косметическая компания. Штаб-квартира — в Екатеринбурге. Владелец — нидерландско-британская потребительская компания «Unilever».

## История
Фабрика была основана в 1942 году на базе эвакуированной из Москвы фабрики «Новая заря». В 1970 году после реконструкции получила название «Свердловская парфюмерно-косметическая фабрика „Уральские Самоцветы“».
В 1992 году предприятие было приватизировано; с 1999 года компания получила нынешнее название. Директором предприятия стал Тимур Горяев.
В 2010 году «Калина» завершила сделку по приобретению немецкого производителя косметики Dr. Scheller Cosmetics, но уже в 2011 году из-за высокой долговой нагрузки была вынуждена продать его группе компаний Coty Inc.

## Собственники и руководство
В октябре 2011 года было объявлено о том, что акционеры «Калины» договорились о продаже контрольного пакета акций компании (82 %) англо-голландскому концерну «Unilever» за 390 млн евро.
Номинальными владельцами акций по состоянию на начало октября 2011 года являлись Prego Holdings (30,66 % акций), «Калина финанс» (18,56 %), «ВТБ Капитал» (13,5 %), Deutsche Bank Trust Company Americas (9,83 %).
К 2012 году «Unilever» консолидировал 100 % акций концерна «Калина».

## Деятельность
В концерн Калина входят фабрики:
- Kalina Russia (Россия, Екатеринбург)
- Kalina International SA (Швейцария)
- Дочернее предприятие «Паллада-Украина» (Украина)
- Kalina Overseas Holding B. V. (Нидерланды)
- ООО «Главсказка Интернешнл»
- ООО «Dr. Scheller Beauty Center»

Региональная торговая сеть концерна в России и странах СНГ состоит из 213 компаний-дилеров.
Концерну принадлежит завод в Екатеринбурге. Также «Калине» принадлежит дочерняя компания — немецкий производитель косметики Dr. Scheller Cosmetics AG. Ведущие бренды компании — «Чёрный жемчуг», «Чистая линия», «Сто рецептов красоты», «Бархатные ручки», мужская линия Ultimatum в средствах по уходу за кожей, «32» и «Лесной бальзам» в средствах по уходу за полостью рта. В 2006 году компания объявила о концентрации на парфюмерно-косметическом бизнесе, отказавшись от производства средств бытовой химии, и остановила завод в Омске, где производился стиральный порошок под брендом «TriMax».

### Финансовые показатели
Капитализация «Калины» на фондовой бирже РТС по состоянию на 22 марта 2007 года составляла $434 млн.
Выручка концерна в 2007 году (МСФО) — $396,095 млн (рост на 15,1 %), или 550,571 млн руб. (рост на 32 %). Чистая прибыль — $21,574 млн (рост на 40,15 %). Валовая прибыль — $188,454 млн (рост на 21,7 %).
Выручка концерна в 2008 году (МСФО) — $483,66 млн (рост на 22,1 %), чистая прибыль — $9,29 млн (снижение на 55,5 %), операционная прибыль — $38,93 млн (рост на 11,3 %). Чистая рентабельность компании снизилась с 5,3 % до 1,9 %.

## Награды
- Орден «Знак Почёта» (18.03.1981)